# Rumex hastatulus
Rumex hastatulus är en slideväxtart som beskrevs av Baldw. apud Ell.. Rumex hastatulus ingår i släktet skräppor, och familjen slideväxter. Inga underarter finns listade i Catalogue of Life.